# Dolichoneon
Dolichoneon is een geslacht van spinnen uit de familie springspinnen (Salticidae).

## Soorten
De volgende soorten zijn bij het geslacht ingedeeld:
- Dolichoneon typicus Caporiacco, 1935